# Nagybakónak
Nagybakónak là một thị trấn thuộc hạt Zala, Hungary. Thị trấn này có diện tích 17,94 km², dân số năm 2010 là 401 người, mật độ 22 người/km².